# Сліман Небчі
Сліман Небчі (фр. Slimane Nebchi; нар. 13 жовтня 1989, Франція), професійно відомий як Slimane — французький співак і автор пісень. Переможець 5 сезону шоу The Voice – La plus belle voix у 2016 році. З того часу випустив дебютний альбом і дев’ять синглів. Представляв Францію на Пісенному конкурсі Євробачення 2024 з піснею «Mon amour», де посів 4 місце.

## Раннє життя
Сліман Небчі народився 13 жовтня 1989 року в Шеллі, Сена і Марна, Франція. Має алжирське походження через дідуся та бабусю, які емігрували до Парижа з Біскри та Газауе. Сліман відвідував ліцей Jehan de Chelles, пізніше переїхав до Ле-Ліла, передмістя Парижа, де працював у la société ATEED.

## Кар'єра
Почав розміщувати свою музику в Інтернеті, зокрема такі композиції як «Toi et moi», «Je n'y suis pour rien», «Salem» і «Amour Impossible», остання у дуеті з Princesse Sofia. До французького The Voice брав участь у низці музичних конкурсів, таких як: Nouvelle Star (2009), французький X Factor (2011), Encore une chance (2012) та другий сезон Je veux signer chez AZ. Сліман також виступав під час туру Star Music Beach Tour у 2012 році з Річардом Кроссом.
2015 року отримав другорядну роль у французькому мюзиклі Дідьє Барбелів’єна «Марія-Антуанетта та Шевальє де Мезон-Руж», що вийшов 2017 року.
2016 року, у віці 26 років, Сліман пройшов прослуховування до 5 сезону The Voice: la plus belle voix з піснею «À fleur de toi» співачки Vitaa. Усі четверо суддів повернули свої крісла, показуючи під час шоу, що вони бажають провести його до наступного раунду. Співак вирішив обрати команду Флорент Пагні. 14 травня 2016 року Сліман став переможцем, набравши 33% голосів та обійшовши свого конкурента MB14.
8 листопада 2023 року французький телеканал France Télévisions оголосив, що Сліман візьме участь у Пісенному конкурсі Євробачення 2024 у Мальме від Франції.

## Дискографія

### Альбоми
| Назва                   | Деталі                                                                                      | Найвища позиція чарту | Найвища позиція чарту | Найвища позиція чарту | Найвища позиція чарту | Найвища позиція чарту | Найвища позиція чарту | Випущено       | Сертифікації                      |
| Назва                   | Деталі                                                                                      | FRA                   | BEL (FL)              | BEL (WA)              | GER                   | SWI                   | SWI (RO)              | Випущено       | Сертифікації                      |
| ----------------------- | ------------------------------------------------------------------------------------------- | --------------------- | --------------------- | --------------------- | --------------------- | --------------------- | --------------------- | -------------- | --------------------------------- |
| À bout de rêves         | - Вийшов: 8 липня 2016 - Лейбл: ULM, Mercury, Universal - Формат: CD, онлайн                | 1                     | 116                   | 1                     | —                     | 4                     | 1                     |                | - SNEP: 3x Платина - BEA: Золото  |
| Solune                  | - Вийшов: 26 січня 2018 - Лейбл: ULM, Mercury, Universal - Формат: CD, онлайн               | 2                     | —                     | 1                     | —                     | 8                     | 1                     |                | - SNEP: 2x Платина - BEA: Платина |
| VersuS (з Vitaa)        | - Вийшов: 23 серпня 2019 - Лейбл: Mercury - Формат: CD, онлайн, прослуховування в інтернеті | 1                     | 78                    | 1                     | 99                    | 6                     | —                     | - FRA: 301,896 | - SNEP: Діамант - BEA: Платина    |
| Chroniques d'un Cupidon | - Вийшов: 2 вересня 2022 - Лейбл: Mercury - Формат: Онлайн, прослуховування в інтернеті     | 1                     | 83                    | 1                     | —                     | 6                     | 1                     |                | - SNEP: Платина - BEA: Платина    |

### Сингли

#### Як головний артист
| Назва                                           | Рік  | Найвища позиція чарту | Найвища позиція чарту | Найвища позиція чарту | Сертифікація                      | Альбом                  |
| Назва                                           | Рік  | FRA                   | BEL (WA)              | SWI                   | Сертифікація                      | Альбом                  |
| ----------------------------------------------- | ---- | --------------------- | --------------------- | --------------------- | --------------------------------- | ----------------------- |
| «Paname»                                        | 2016 | 10                    | —                     | —                     | - SNEP: Платина - BEA: 2x Платина | À bout de rêves         |
| «À fleur de toi»                                | 2016 | 12                    | —                     | —                     | - SNEP: Платина - BEA: Золото     | À bout de rêves         |
| «Le vide»                                       | 2016 | 68                    | —                     | —                     | - BEA: Золото                     | À bout de rêves         |
| «Adieu»                                         | 2016 | 75                    | —                     | —                     | - SNEP: Золото - BEA: Платина     | À bout de rêves         |
| «La famille ça va bien!»                        | 2016 | 139                   | —                     | —                     |                                   | À bout de rêves         |
| «On n'oublie pas»                               | 2016 | 192                   | —                     | —                     |                                   | À bout de rêves         |
| «Abîmée»                                        | 2016 | 37                    | 8                     | —                     |                                   | À bout de rêves         |
| «J'en suis là»                                  | 2017 | 14                    | —                     | —                     | - BEA: Золото                     | Solune                  |
| «Viens on s'aime»                               | 2017 | 103                   | 10                    | —                     | - SNEP: Платина - BEA: 2x Платина | Solune                  |
| «Luna» (Разом з Boostee)                        | 2018 | —                     | 10                    | —                     | - BEA: Золото                     | Solune                  |
| «Je te le donne» (Разом з Vitaa)                | 2018 | 12                    | 3                     | —                     | - SNEP: Діамант                   | VersuS                  |
| «Nous deux»                                     | 2019 | —                     | 13                    | —                     | - SNEP: Золото - BEA: 2x Платина  | Solune (Делюкс версія)  |
| «Les choses simples» (Разом з Дженіфер)         | 2019 | 183                   | 8                     | —                     | - SNEP: Золото                    | Nouvelle page           |
| «Versus» (Разом з Vitaa)                        | 2019 | 159                   | 35                    | —                     | - SNEP: Золото - BEA: 2x Платина  | VersuS                  |
| «Ça va ça vient» (Разом з Vitaa)                | 2019 | 45                    | 4                     | —                     | - SNEP: Платина - BEA: Платина    | VersuS                  |
| «Avant toi» (Разом з Vitaa)                     | 2019 | 11                    | 2                     | 45                    | - SNEP: Діамант - BEA: 2x Платина | VersuS                  |
| «Pas beaux» (Разом з Vitaa)                     | 2019 | 112                   | 5                     | —                     | - BEA: Золото                     | VersuS                  |
| «Ça ira» (Разом з Vitaa)                        | 2019 | 178                   | 20                    | —                     | - SNEP: Золото                    | VersuS                  |
| «Fais comme ça» (Разом з Vitaa та Кенджі Гірак) | 2019 | —                     | —                     | —                     | - SNEP: Золото                    | VersuS                  |
| «De l'or» (Разом з Vitaa)                       | 2020 | 109                   | 8                     | —                     | - SNEP: Золото                    | VersuS - Chapitre II    |
| «Belle» (Разом з Dadju та Gims)                 | 2021 | 36                    | —                     | —                     | - SNEP: Золото                    | Le Fléau                |
| «XY» (Разом з Vitaa)                            | 2021 | 182                   | 47                    | —                     | - SNEP: Платина                   | VersuS                  |
| «La recette»                                    | 2022 | 39                    | 7                     | —                     | - SNEP: Платина                   | Chroniques d'un cupidon |
| «Des milliers de je t'aime»                     | 2022 | 30                    | 7                     | —                     | - SNEP: Платина                   | Chroniques d'un cupidon |
| «Chez toi» (Разом з Клаудіо Капео)              | 2023 | 110                   | 19                    | —                     | - SNEP: Золото                    | Chroniques d'un cupidon |
| «Mon amour»                                     | 2023 | 26                    | 13                    | —                     | - SNEP: Золото                    | Не входить до альбому   |

### Як запрошений артист
| Назва                                                    | Рік  | Найвища позиція чарту | Найвища позиція чарту | Найвища позиція чарту | Сертифікація    | Альбом         |
| Назва                                                    | Рік  | FRA                   | BEL (WA)              | SWI                   | Сертифікація    | Альбом         |
| -------------------------------------------------------- | ---- | --------------------- | --------------------- | --------------------- | --------------- | -------------- |
| «Bella ciao» (Naestro feat.Gims, Vitaa, Dadju та Сліман) | 2018 | 1                     | 13                    | 41                    | - SNEP: Діамант | Ceinture noire |
| «Safe Digga» (Mike Singer feat. Сліман)                  | 2018 | —                     | —                     | —                     |                 | Deja Vu        |